# Pravice (okres Znojmo)
Obec Pravice (německy Probitz) se nachází v okrese Znojmo v Jihomoravském kraji. Žije zde 372 obyvatel.

## Název
Nejstarší doklady jména vesnice ze 13. a 14. století jsou německé (Brawiz, Prawycz, Prowicz, Prawicz) a ukazují na starší české Pravice, což bylo původně pojmenování obyvatel vsi (Pravici) odvozené od osobního jména Prav (zřejmě domácké podoby jmen jako Pravoslav, Pravomysl, Svéprav) a znamenalo "Pravovi lidé". V pramenech ze 14., 15. a 16. století je vesnice jménována také jako Vrahovice na základě mylné interpretace německé (nářeční) podoby jména vsi. V 17. století vyšlo české jméno z užívání, obnoveno bylo v polovině 19. století nejprve v podobě Probice (podle tehdy užívaného německého Probitz), pak nakrátko Bravice a posléze koncem 19. století bylo zrekonstruováno jméno Pravice.

## Historie
První písemná zmínka o existenci osady z roku 1141 je nejistá, další pochází až z roku 1222, kdy je ve vsi připomínán farní kostel. V roce 1293 postoupila staroboleslavská kapitula své desátky v Pravicích lounskému klášteru, který tu měl patronát. Část osady v roce 1336 koupila abatyše znojemských klarisek Markéta (tomuto klášteru náležela až do roku 1492), druhá část patřila již před rokem 1351 Vilémovi z Oponešic. Tento muž byl pravděpodobným stavebníkem dávno zaniklé pravické tvrze, o které je zmínka v roce 1356. Žil ještě v roce 1385, kdy prodal ves i s tvrzí Janovi z Kostník. Ten prodal nabyté zboží již po pěti letech Přibíkovi z Pravic. V roce 1447 seděl na Pravicích Jan Račický z Pravic, v roce 1466 zase Mikuláš ze Zástřizl. Od té doby není o tvrzi v Pravicích žádná zmínka a proto je víc než jisté, že zanikla někdy brzy poté, za česko-uherských válek. Ves sama se stala součástí nejprve lounského a hrušovanského, později (od roku 1692) fryšavského panství, u něhož zůstala až do zániku patrimoniální správy (1848).

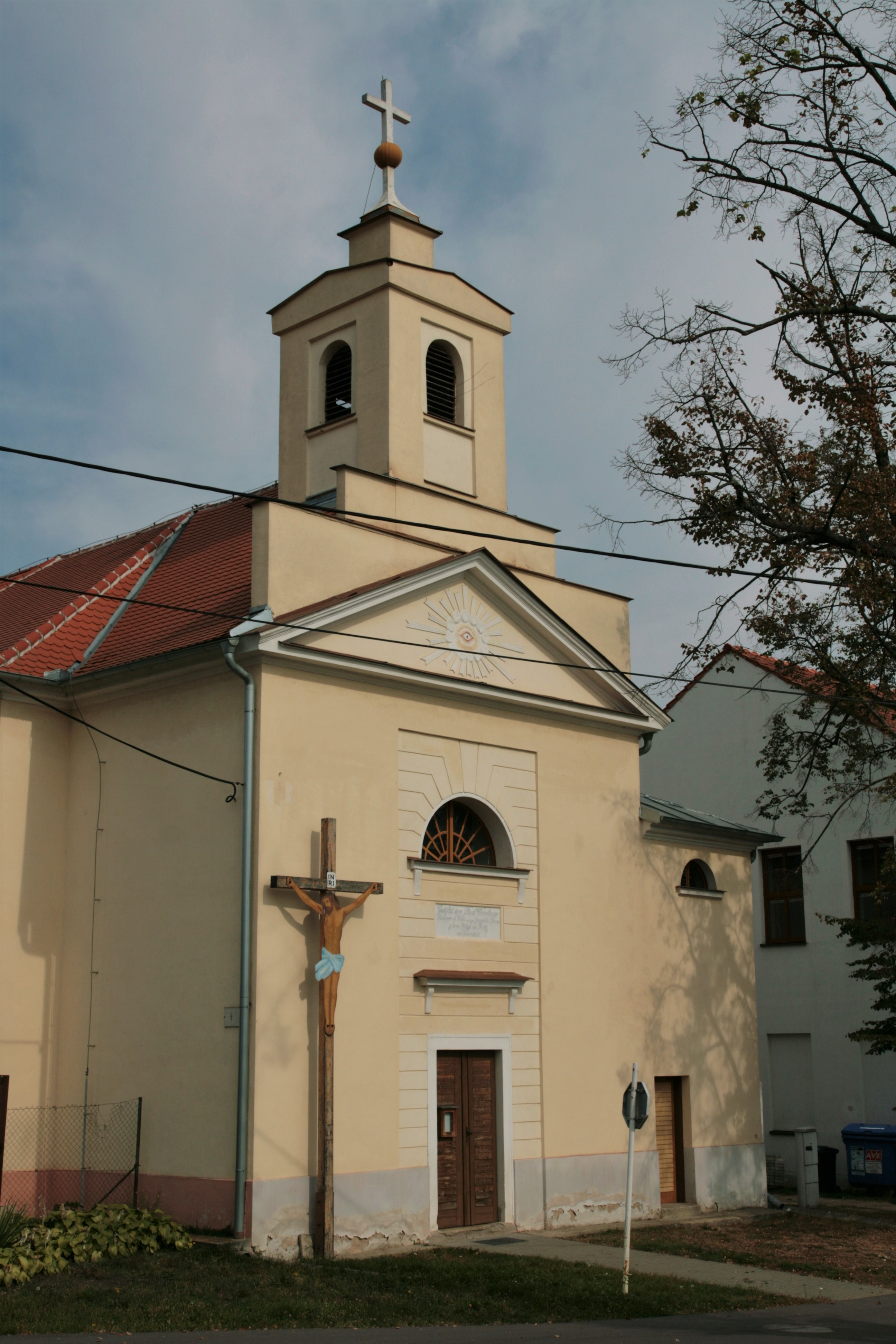
Kostel/kaple Nejsvětější Trojice

Ve vsi není významnějších historických památek, někdejší gotický kostel neznámého patrocinia, připomínaný v roce 1222 a existující ještě v 18. století nahradila v roce 1833 kaple Nejsvětější Trojice, vybudovaná nákladem vídeňského obchodníka P. Fuhrlingera a jeho ženy rozené Hieszové z Pravic. Dominantu obce tvoří majer, dochovaný přes necitlivé zásahy v 50.-80. letech 20. století téměř v původní podobě z počátku 19. století, kdy byl vystavěn břežanskými Lichtenštejny. Jeho severovýchodní nároží tvoří barokní sýpka datovaná na jižním průčelí letopočtem 1703.
Zajímavější stavbou, nacházející se několik stovek metrů za hranicí katastru obce, v katastru obce Šanov, je tzv. Emin zámek, vystavěný v roce 1882 majitelem hrušovanského velkostatku hrabětem Eduardem Khuenem-Belassy a pojmenovaném po jeho manželce Emanuele, rozené šlechtičně Kammel z Hardeggeru. Na výmalbě jeho interiérů se podílel Alfons Mucha, který zde později na přelomu 80. a 90. let 19. století pobýval. Dalším častým hostem hraběcí rodiny zde byl profesor vídeňské university Max Dvořák. Ten na zámečku také zemřel († 8. 2. 1921), pohřben byl v Hrušovanech. Pravická znaková obecní pečeť náleží na Moravě k nejstarším. Pochází z roku 1598, oboustranně vykrajovaný renesanční štít v pečetním poli vyplňuje motiv krojidla, překříženého radlicí a doplněného třemi žaludy a třemi kvítky na stonku bez listů.
Autor navrženého znaku a praporu obce vyloučil převzetí tak běžných symbolů, jakými byly na obecních pečetích radlice a krojidlo. Ty nahradil zelenou barvou, v obecné rovině evokující zemědělský charakter obce. Ze staré pečetě byl jako jediný převzat pouze motiv žaludů. Dvojím způsobem byl připomenut poněkud nelogicky také rod hrabat Khuen-Belassy (červená a stříbrná, resp. červený dvouocasý lev z jejich rodového erbu), přestože Pravice tomuto rodu nikdy nepatřily. Poslední figurou je hradba s cimbuřím převzatá z erbové desky umístěné na vstupním rizalitu panského domu majeru. Deska sem byla umístěna roku 1818 poté, co byla nalezena mezi ruinami kyjovického panského dvora. Pocházela z tamní tvrze znovu postavené roku 1497 rytířem Petrem z Kyjovic, na kteroužto událost sama upomíná (latinský nápis vlevo na desce: anno dni 1497, tedy Léta Páně 1497, německy jméno stavitele nahoře na desce: Peter von Gaybitz). Blason erbu: vpravo nakloněný kolčí štít, jehož povrch dekoruje doprava otočený korunovaný lev ve skoku vyrůstající z hradby s cimbuřím; totéž se opakuje v klenotu, na přilbě přikryvadla. Erb rovněž ovlivnil současnou podobu znaku obce Kyjovice.

## Pamětihodnosti

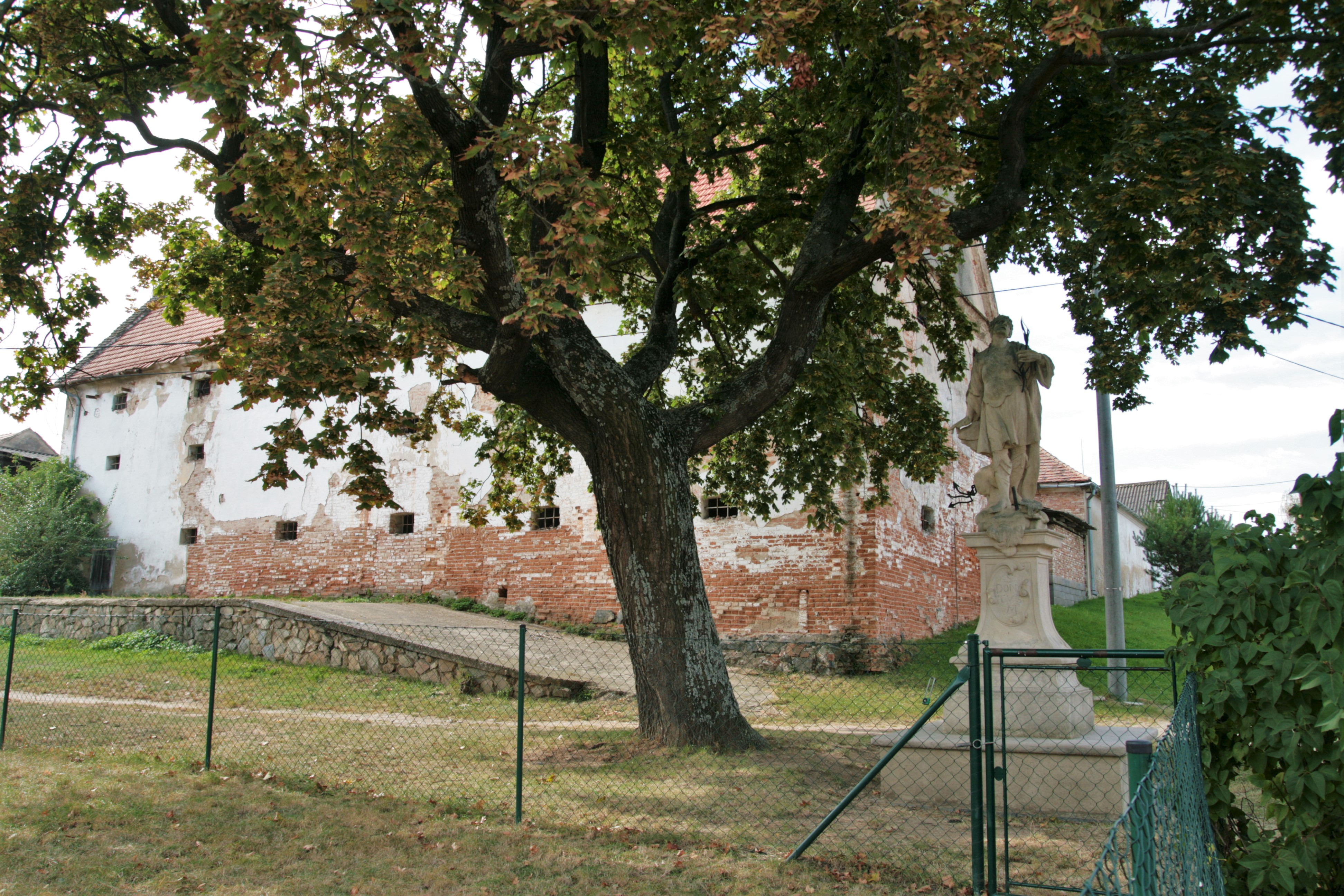
Socha svatého Donáta

- Pravický majer (poplužní dvůr) postavený po roce 1805 knížetem Mořicem z Lichtenštejna
- Kostel Nejsvětější Trojice
- Výklenkové kapličky v obci a okolí
- Boží muka
- Socha svatého Donáta v obci
- Emin zámek jižně za vsí při cestě na Nový Dvůr, v katastru Šanova

## Kultura
- Svátek patrona obce sv. Donáta se slavil 7. srpna
- Maškarní ples hasičů
- Josefovská zábava
- Velikonoční koledování
- Posezení s důchodci s kulturním programem
- Pálení čarodějnic – v širokém okolí největší hranice
- V prosinci chodí Mikuláš s čerty a smrtičkami po domácnostech
- Mikulášská besídka s programem a balíčky pro děti